# Guala Bicchieri

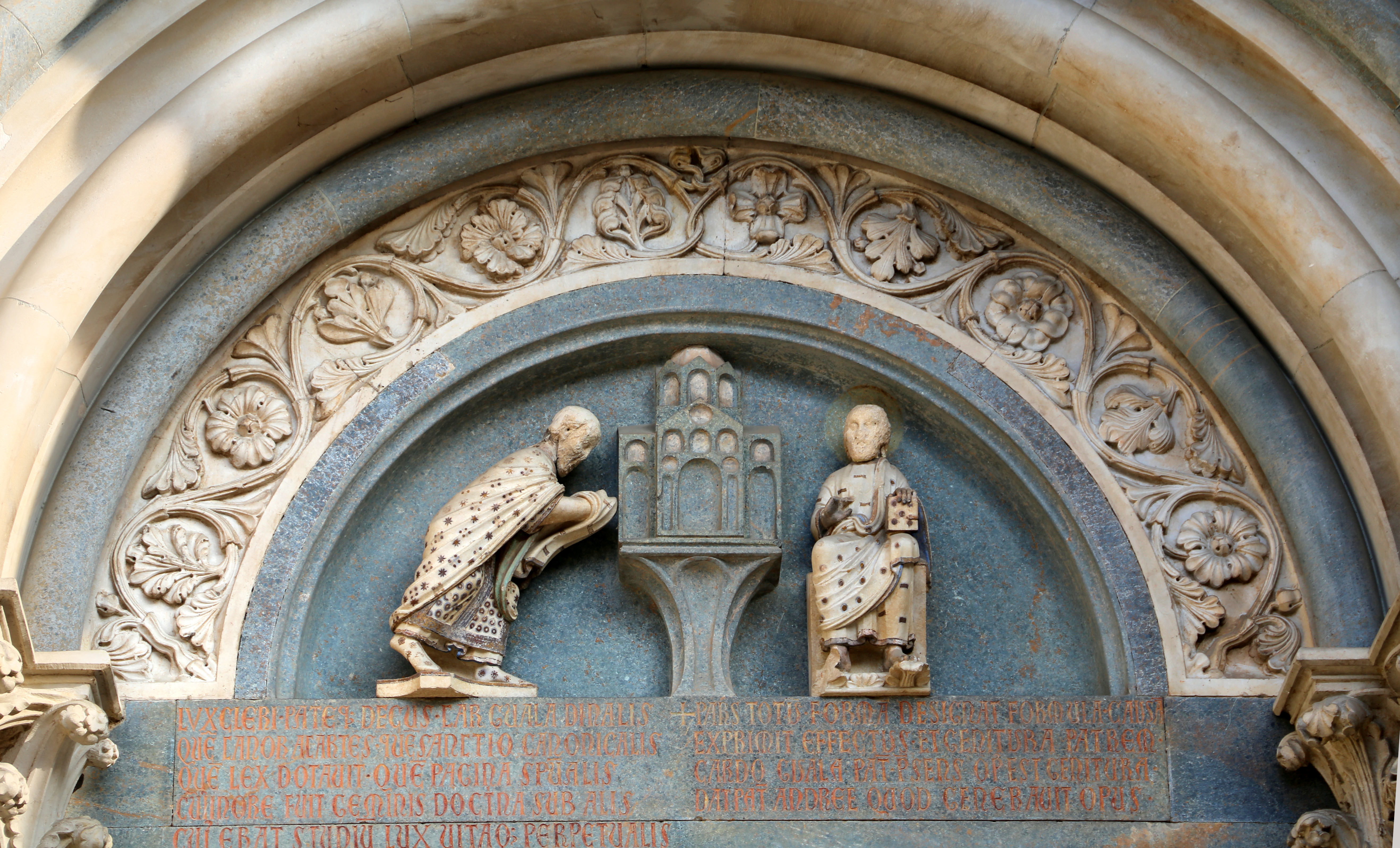
Guala (links) stiftet dem heiligen Andreas die Prioratskirche Sant'Andrea in Vercelli. Vor 1225 entstandenes Relief über dem linken Westportal der Kirche

Guala Bicchieri (auch Bicherius) (* um 1150; † 31. Mai 1227 in Rom) war ein Kardinal der Römischen Kirche, der mehrfach als päpstlicher Legat diente.

## Herkunft und Laufbahn als Geistlicher
Guala stammte aus Vercelli im Piemont. Die Angaben über seine genaue Herkunft, seine Ausbildung und seine frühe geistliche Laufbahn sind ungesichert. Er soll Kanoniker an der Kirche San Pietro in Ciel d’Oro in Pavia sowie im Domkapitel von Sant’Eusebio in Vercelli gewesen sein. 1182 wurde er angeblich zum Bischof von Vercelli gewählt, doch 1184 als Bischof abgelöst, dies ist jedoch zweifelhaft, da Uberto Crivelli von 1182 bis 1185 Bischof von Vercelli gewesen sein soll. Nach gesicherten Angaben wird Guala erstmals 1187 erwähnt. Anscheinend hatte er zuvor Theologie und Recht, entweder in Frankreich oder in Italien studiert. Papst Innozenz III. ernannte ihn 1205 zum Kardinaldiakon von Santa Maria in Portico Octaviae. Von 1206 bis 1207 diente er als päpstlicher Legat für Norditalien und anschließend von 1208 bis 1209 als Legat für Frankreich. 1211 wurde er zum Kardinalpriester von San Martino in Montibus ernannt.

## Päpstlicher Legat für England

### Die Ausgangslage während des Krieges der Barone
Nach dem Vierten Laterankonzil wurde er nach dem 14. Januar 1216 zum päpstlichen Legaten für England ernannt. Dort war es zum Ersten Krieg der Barone gegen König Johann Ohneland gekommen. König Johann, der sein Reich 1213 dem Papst als Lehen antragen musste, hatte vielleicht um die Entsendung des diplomatisch erfahrenen Guala als Legaten gebeten, um in dieser schwierigen Situation den König zu unterstützen. Als Legat sollte Guala die Kirche reformieren, einen Kreuzzug predigen und einen Frieden oder wenigstens einen Waffenstillstand zwischen England und Frankreich aushandeln. Gualas Aufgabe wurde dadurch erschwert, dass Stephen Langton, Erzbischof von Canterbury und damit das Oberhaupt der englischen Kirche, von Pandulf, dem bisherigen päpstlichen Gesandten, suspendiert worden war, worauf er im September 1215 ins Exil gegangen war. Über die Arbeit seines Vorgängers Nikolaus von Tusculum, der von 1213 bis 1214 päpstlicher Legat in England war, war Guala gut informiert. Um seine Ziele zu erreichen, durfte Guala Gegner des Königs exkommunizieren.

### Unterstützer von König Johann
Kurz nach dem 24. Februar 1216 brach Guala von Rom Richtung England auf. Er wurde von einer päpstlichen Kommission begleitet, die auf einem Konzil in Melun vom 24. bis 25. April 1216 dem französischen König Philipp II. und dessen Sohn Ludwig verbot, die ihnen von den englischen Rebellen angebotene Krone anzunehmen. Weiter verbot Guala dem französischen Prinzen unter Androhung der Exkommunikation, in England einzufallen, um seine Ansprüche auf den Thron durchzusetzen. Seinem Vater Philipp II. verbot er, seinen Sohn zu unterstützen. Trotz dieser Androhung landete Prinz Ludwig am 21. Mai mit seinem Heer in England. Die Franzosen verweigerten Guala eine sichere Überfahrt über den Ärmelkanal, worauf er in die Niederlande auswich und von dort nach England übersetzte. Als erste Amtshandlung exkommunizierte er dort am 29. Mai 1216 während eines Konzils der englischen Kirche in Winchester Prinz Ludwig. Im weiteren Verlauf des Kriegs der Barone wurde Guala ein wichtiger Unterstützer von König Johann, und durch den plötzlichen Tod von Johann im Oktober 1216 steigerte sich die Bedeutung von Gualas Amt weiter. In seinem letzten Willen hatte der König seinen minderjährigen Sohn Heinrich dem päpstlichen Legaten anvertraut und ihn zu einem seiner Testamentsvollstrecker ernannt. Der neunjährige Heinrich war nun ein Vasall und Schützling des Papstes, und Guala überwachte die provisorische Krönung des Jungen am 28. Oktober 1216 in Gloucester, wo er sofort danach als Vertreter des Papstes die Huldigung des neuen Königs entgegennahm.

### Beendigung des Kriegs der Barone

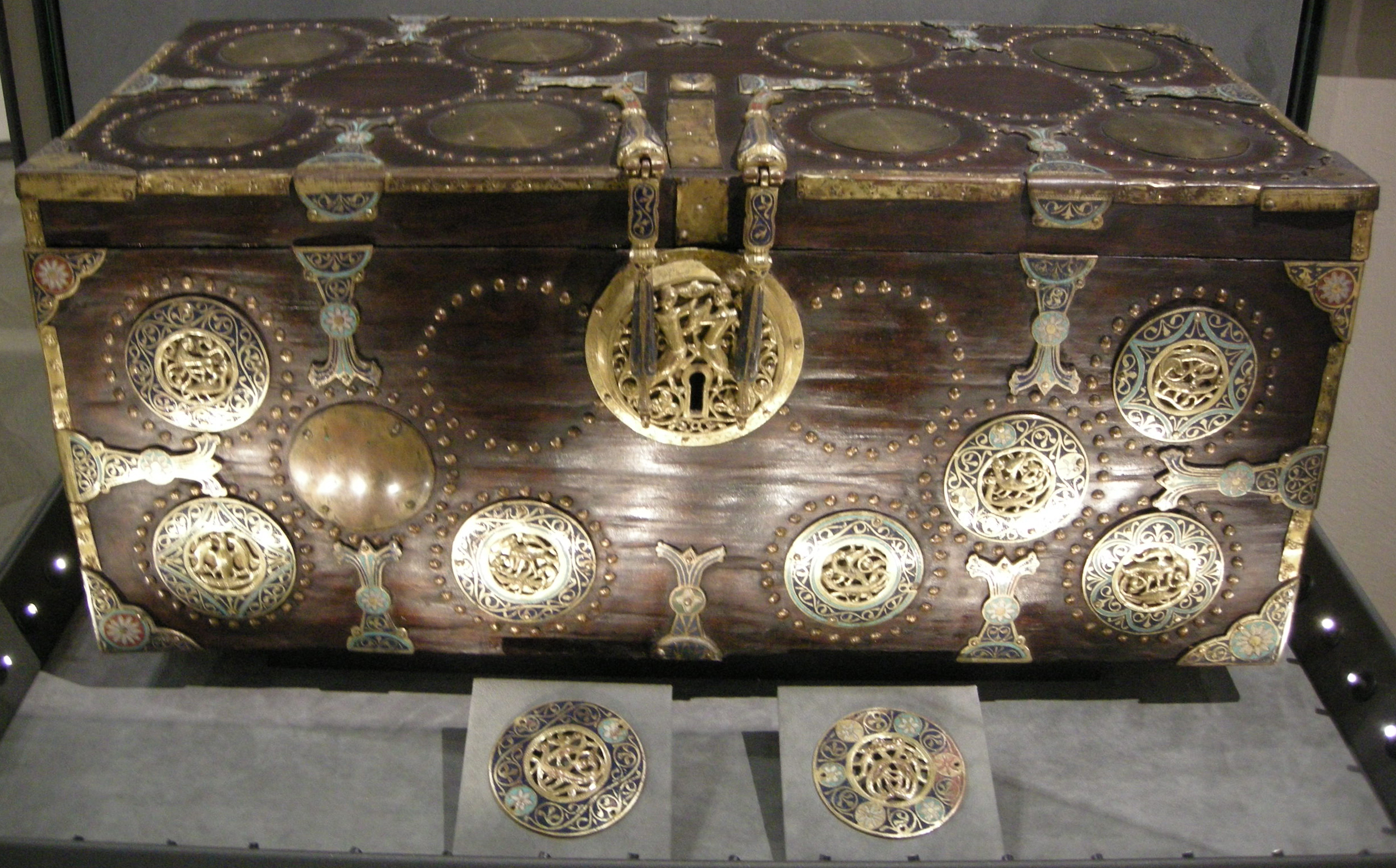
Ein Koffer, der zwischen 1220 und 1225 für Guala gefertigt wurde, befindet sich heute im Museo Civico in Turin

Auch nach dem Tod von König Johann wurde der Krieg der Barone mit großer Härte weitergeführt. Gegenüber den Vergehen der Anhänger des Königs blieb Guala dabei nachsichtig, da er deren Kampf gegen die Rebellen und deren französische Verbündete den Status eines Kreuzzugs verliehen hatte. Am 17. Januar 1217 erlaubte ihm der neue Papst Honorius III., Kreuzfahrer von ihrem Kreuzzugsgelübde zu entbinden, wenn sie aktiv auf der Seite von König Heinrich kämpften, die Gegner des Königs wurden damit zu offenen Feinden der Kirche. Dies führte dazu, dass die Anhänger des Königs während der Schlacht von Lincoln am 20. Mai weiße Kreuze als Erkennungssymbol über ihren Rüstungen trugen. Nach dem Sieg der Anhänger des Königs bei Lincoln und in der Seeschlacht bei Sandwich am 24. August 1217 befürchtete Prinz Ludwig, dass Guala die City of London, den wichtigsten Stützpunkt der Rebellen, zum Seitenwechsel bewegen würde. Er stimmte deshalb Friedensverhandlungen zu, die im September zum Frieden von Lambeth führten. Beim Abschluss des Vertrags war Guala zugegen, dabei erteilte er den Rebellen und den Franzosen die Absolution, verhängte aber über Ludwig eine Geldbuße, die für einen neuen Kreuzzug ins Heilige Land verwendet werden sollte. Die Geistlichen aus Frankreich und aus England, die die Rebellen und Prinz Ludwig unterstützt hatten, waren von der Absolution Gualas ausgenommen. Während die französischen Geistlichen Buße tun mussten, wurden die englischen Geistlichen mit Verlust ihrer geistlichen Ämter und anderen Kirchenstrafen belegt. Mehrere von ihnen mussten nach Rom reisen, um dort vom Papst die Absolution zu erhalten.

### Mitglied des Regentschaftsrates

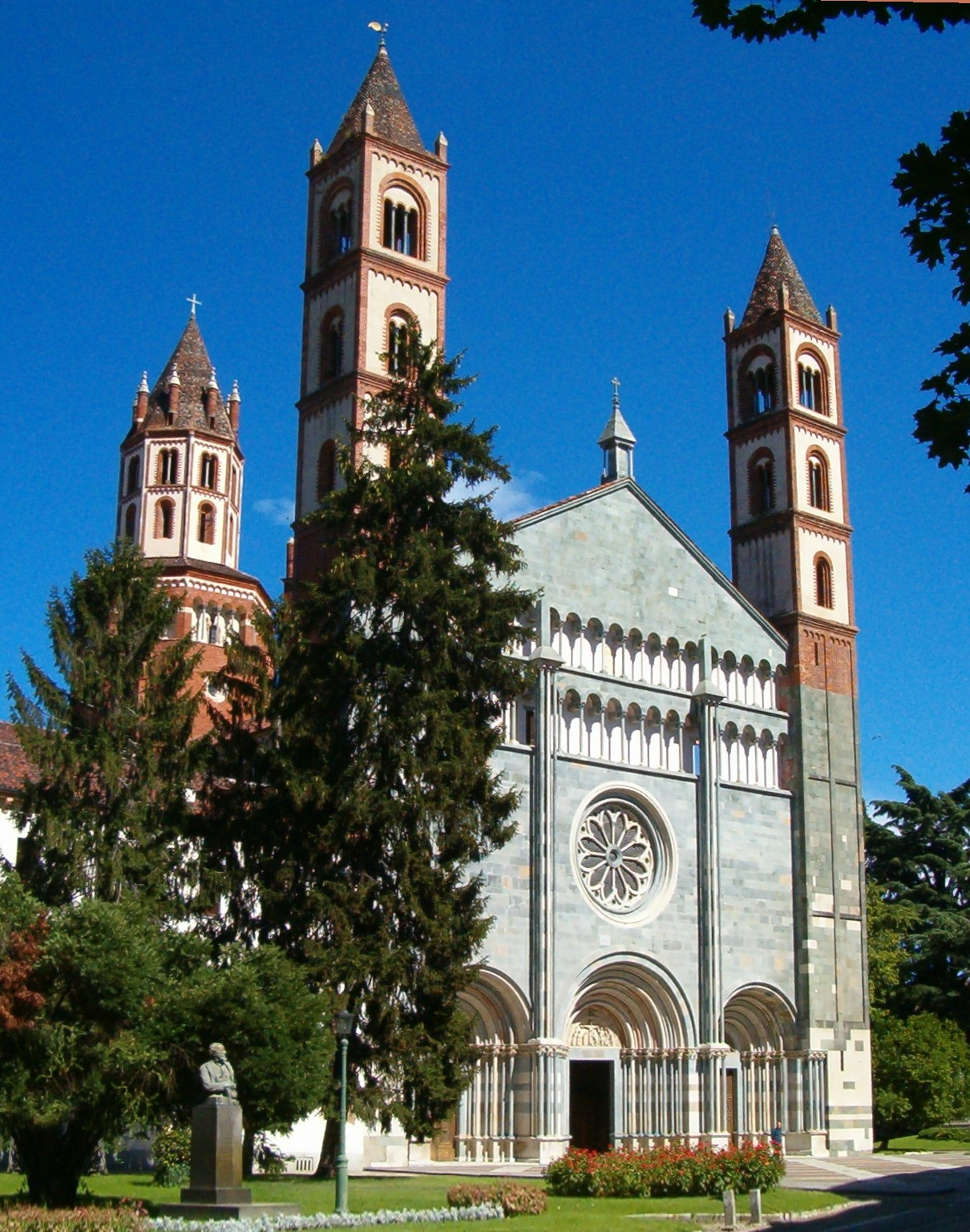
Die von Guala gegründete ehemalige Prioratskirche Sant’Andrea in Vercelli

Als päpstlicher Legat war Guala offiziell der führende Berater des englischen Königs. Tatsächlich hatte er an der Regierung Englands und der Wiederherstellung der königlichen Macht nach dem Krieg der Barone nur geringen Anteil. Er bezeugte 1216 und 1217 die erneute Anerkennung der Magna Carta sowie 1217 die Charter of the Forest, schloss 1217 den Vertrag von Worcester mit dem walisischen Fürsten Llywelyn ab Iorwerth und führte Verhandlungen mit dem schottischen König Alexander II. Im Februar 1218 erlaubte er die Erhebung eines Schildgelds. Die tatsächliche Führung des Regentschaftsrates übernahmen jedoch William Marshal, 1. Earl of Pembroke und andere. Gegen weiterhin rebellische Geistliche ging Guala dagegen streng vor. Etwa einhundert Geistliche verloren ihre Ämter, besonders das Kathedralkapitel der Londoner St Paul’s Cathedral, von dem mehrere Mitglieder ausgeschlossen wurden, wurde von ihm bestraft. Dabei ging Guala teils übereifrig und zu streng vor, weshalb sein Nachfolger als Legat, Pandulf, dreizehn Geistliche freiließ, die Guala ins Gefängnis hatte werfen lassen, und andere wieder in ihre Ämter einsetzte. Da nun zahlreiche kirchliche Ämter und Pfründen nicht besetzt waren, profitierte Guala selbst finanziell von seinem Amt, wobei dies wohl dem damaligen Kirchenrecht entsprach. Dazu vergab er eine Reihe von Pfründen an seine italienischen Verwandte und an aus Italien stammende Angehörige seines Haushalts. Dem von ihm gegründeten Augustinerpriorat Sant’Andrea in Vercelli in Italien übertrug er das Kirchenpatronat von Chesterton in Cambridgeshire.
Am 12. September 1218 berief Papst Honorius III. Guala zurück nach Rom. Guala wird im November noch als erster Zeuge genannt, der die Regeln für den Gebrauch des neuen königlichen Siegels bezeugte, dann scheint er Mitte November 1218 in Reading sein Amt niedergelegt zu haben. Vermutlich kurz danach verließ er England. Letztlich war seine Amtszeit als Legat erfolgreich. Unter ihm wurde der Bürgerkrieg in England beendet und ein Frieden mit Frankreich geschlossen, dazu konnte er zahlreiche Beschlüsse des Vierten Laterankonzils in England umsetzen und für den Fünften Kreuzzug werben, zu dem zahlreiche englische Barone 1219 aufbrachen.

## Weiteres Wirken
Auf seiner Rückreise nach Rom war Guala am 12. Februar 1219 bei der Grundsteinlegung für die Kirche seines Priorats Sant’Andrea in Vercelli zugegen. Er blieb auch nach seiner Rückkehr aus England weiter im Dienst der Kurie, wobei er weiterhin Kontakt nach England hielt. Bis 1222 erhielt er noch eine Pension aus England. 1225 ernannte ihn der Papst zu einem der beiden Legaten für Süditalien. In dieser Funktion handelte er mit Kaiser Friedrich II. den Vertrag von San Germano aus, in dem der Kaiser einem Kreuzzug zustimmte. Wenige Wochen nach der Wahl des neuen Papstes Gregor IX. starb er in Rom, zwei Tage, nachdem er sein Testament aufgesetzt hatte. Er wurde wahrscheinlich in der Lateranbasilika begraben.